# Leonel Herrera Silva
Leonel Marcelo Herrera Silva (Santiago, 16 de agosto de 1971) es un futbolista y político chileno.

## Trayectoria
Es hijo del futbolista del mismo nombre, que con Colo-Colo disputó la final de la Copa Libertadores de América de 1973, frente a Independiente de Avellaneda.
Debutó con el equipo albo durante la temporada 1989. El 5 de junio de 1991, se inscribió en la historia de Colo-Colo y del fútbol chileno, al anotar uno de los tres goles con que Colo-Colo se adjudicó la Copa Libertadores de América de 1991, al superar en la final a Olimpia de Paraguay. El arco norte del Estadio Monumental, lleva su nombre.
Sin embargo, nunca logró consolidarse en el club de sus amores. En el fútbol chileno también vistió las camisetas de Deportes Concepción,Deportes La Serena,Deportes Antofagasta, Deportes Temuco, Deportes Iquique, Palestino y Audax Italiano, en donde se retiró tras el primer semestre de 2002.
En el extranjeros, defendió las camisetas del Correcaminos de la UAT mexicano y Saint Gallen suizo, sin mayor éxito.

## Selección nacional
Con la Selección de fútbol de Chile, jugó el Campeonato Sudamericano Sub-20 en 1991 y la Copa de las Américas Sub-23 en Colombia en 1994.

### Participaciones en sudamericanos
| Torneo                      | Sede      | Resultado    |
| --------------------------- | --------- | ------------ |
| Sudamericano Sub-20 de 1991 | Venezuela | Primera fase |

## Vida política
Para el año 2012 decide participar en las elecciones municipales al cargo de concejal por Santiago, siendo elegido para dicho cargo en un cupo como independiente dentro de la Coalición.

## Clubes
| Club                   | País   | Año       |
| ---------------------- | ------ | --------- |
| Colo-Colo              | Chile  | 1989      |
| Deportes Concepción    | Chile  | 1990      |
| Colo-Colo              | Chile  | 1991      |
| Deportes La Serena     | Chile  | 1992      |
| Colo-Colo              | Chile  | 1993      |
| Deportes Antofagasta   | Chile  | 1994      |
| Colo-Colo              | Chile  | 1995      |
| Correcaminos de la UAT | México | 1996      |
| Deportes Temuco        | Chile  | 1997      |
| Saint Gallen           | Suiza  | 1997      |
| Deportes Iquique       | Chile  | 1998      |
| Palestino              | Chile  | 1999-2000 |
| Audax Italiano         | Chile  | 2002      |

## Palmarés

### Campeonatos nacionales
| Título           | Club      | País  | Año  |
| ---------------- | --------- | ----- | ---- |
| Primera División | Colo-Colo | Chile | 1989 |
| Primera División | Colo-Colo | Chile | 1991 |
| Primera División | Colo-Colo | Chile | 1993 |

### Campeonatos internacionales
| Título            | Club      | País  | Año  |
| ----------------- | --------- | ----- | ---- |
| Copa Libertadores | Colo-Colo | Chile | 1991 |

## Historial electoral

### Elecciones municipales de 2012
- Elecciones municipales de 2012, para el Concejo Municipal de Santiago[13]

(Se consideran los candidatos con más del 2% de los votos)
| Candidato                 | Pacto                    | Partido | Votos | Resultado |
| ------------------------- | ------------------------ | ------- | ----- | --------- |
| Claudia Pascual Grau      | Por un Chile Justo       | PC      | 7957  | Concejala |
| Alfredo Morgado Travezan  | Por un Chile Justo       | PPD     | 7744  | Concejal  |
| Carolina Lavín Aliaga     | Coalición                | UDI     | 7004  | Concejala |
| Felipe Alessandri Vergara | Coalición                | RN      | 6875  | Concejal  |
| Carlos Kubick Orrego      | Coalición                | UDI     | 4824  | Concejal  |
| Esperanza Alcaíno Cueto   | Coalición                | ILH     | 4148  | Concejala |
| Ismael Calderón Larach    | Concertación Democrática | PS      | 3967  | Concejal  |
| Loreto Schnake Neale      | Por un Chile Justo       | PPD     | 3944  | Concejala |
| Pedro García Aspillaga    | Concertación Democrática | PDC     | 2803  | Concejal  |
| Leonel Herrera Silva      | Coalición                | ILH     | 2492  | Concejal  |
| Christian Espejo Muñoz    | Coalición                | UDI     | 2413  |           |
| Alejandro Vega Campos     | Por un Chile Justo       | PPD     | 2111  |           |
| Rosario Carvajal Araya    | Igualdad para Chile      | ILA     | 2015  |           |
| Sebastián Keitel Bianchi  | Coalición                | UDI     | 1752  |           |
| Paulo Lincir Espinoza     | Concertación Democrática | PS      | 1733  |           |

### Elecciones municipales de 2016
- Elecciones municipales de 2016 para el concejo municipal de Santiago[14]

| Candidato                  | Pacto                        | Partido | Votos | %    | Resultado            |
| -------------------------- | ---------------------------- | ------- | ----- | ---- | -------------------- |
| Carolina Lavín Aliaga      | Chile Vamos                  | UDI     | 5326  | 8.78 | Concejala (Renuncia) |
| Jorge Acosta Acosta        | Chile Vamos                  | RN      | 3813  | 6.29 | Concejal (Renuncia)  |
| Alfredo Morgado Travezán   | Nueva Mayoría                | PPD     | 3071  | 5.06 | Concejal             |
| Natalia Contreras Figueroa | Cambiemos la Historia        | RD      | 2657  | 4.38 | Concejala            |
| Ismael Calderón Carach     | Nueva Mayoría                | PS      | 2142  | 3.53 |                      |
| Verónica Castro Avello     | Nueva Mayoría                | PDC     | 1682  | 2.77 | Concejala            |
| Irací Hassler Jacob        | Nueva Mayoría                | PCCh    | 1660  | 2.74 | Concejala            |
| Leonel Herrera Silva       | Chile Vamos                  | UDI     | 1629  | 2.69 | Concejal             |
| Rosario Carvajal Araya     | Poder Ecologista y Ciudadano | ILC     | 1603  | 2.64 | Concejala            |
| Luis Vicencio Ortiz        | Nueva Mayoría                | PCCh    | 1493  | 2,46 |                      |
| Miguel Morelli Villalón    | Chile Vamos                  | RN      | 1406  | 2,32 | Concejal             |
| Juan Mena Echeverría       | Chile Vamos                  | ILH     | 1231  | 2,03 | Concejal             |
| José Salamanca Santa María | Chile Vamos                  | RN      | 1226  | 2,02 | Concejal (Remplaza)  |
| Adriana Morán Moya         | Chile Vamos                  | UDI     | 450   | 0,70 | Concejala (Remplaza) |

### Elecciones municipales de 2021
- Elecciones municipales de 2021 para el concejo municipal de Santiago[15]

| Candidato                   | Pacto                         | Partido | Votos | %    | Resultado |
| --------------------------- | ----------------------------- | ------- | ----- | ---- | --------- |
| Dafne Concha Ferrando       | Chile Digno, Verde y Soberano | PCCh    | 7705  | 6.91 | Concejala |
| María Urquiza Díaz          | Ecologistas e Independientes  | ILXZ    | 5958  | 5.34 | Concejala |
| Camila Davagnino Reyes      | Chile Digno, Verde y Soberano | PCCh    | 5067  | 4.54 | Concejala |
| Ana María Yáñez Varas       | Frente Amplio                 | RD      | 4045  | 3.63 | Concejala |
| Rosario Carvajal Araya      | Dignidad Ahora                | ILXY    | 3782  | 3.39 | Concejala |
| Juan Mena Echeverría        | Chile Vamos                   | RN      | 3512  | 3.15 | Concejal  |
| Yasna Tapia Cisternas       | Frente Amplio                 | COM     | 3413  | 3.06 | Concejala |
| Leonel Herrera Silva        | Chile Vamos                   | UDI     | 3354  | 3.01 |           |
| Daniela Barrionuevo Gacitúa | Frente Amplio                 | CS      | 3163  | 2.84 |           |
| Nicolás Valenzuela Levi     | Frente Amplio                 | RD      | 2809  | 2.52 |           |
| Santiago Mekis Arnolds      | Chile Vamos                   | RN      | 2607  | 2.34 | Concejal  |
| María Insunza Fernández     | Chile Vamos                   | RN      | 2573  | 2.31 |           |
| Paola Melo Cea              | Unidad por el Apruebo         | PS      | 2480  | 2,22 | Concejala |
| Norman Romo Grogg           | Ecologistas e Independientes  | ILXZ    | 2455  | 2,20 |           |
| Virginia Palma Erpel        | Chile Digno, Verde y Soberano | PCCh    | 1834  | 1.64 | Concejala |